# Szászújfalu
Szászújfalu románul: Nou (Roșia), német nyelven Neudorf/Hermannstadt, falu Romániában, Erdélyben, Szeben megyében. Közigazgatásilag Veresmart községhez tartozik.

## Fekvése
Nagyszebentől északra fekvő település.

## Története
Szászújfalu Első ismert birtokosai a Becsegergely nemzetséghez tartozó Apa fiai és Miklós fia Gergely voltak, akiknek osztozkodásakor a falu Miklós fia Gergelynek jutott. Nevét 1305-ben említette először oklevél Ujfalu néven (ZW.I.230), majd 1309-ben ismét említve volt; ekkor Fehér vármegyéhez tartozott, és Szent Katalin nevű templomának plébánosa a 7 szász dékánátus egyik megbizottjaként szerepelt.
További névváltozatai: 1332–1335 között Nova Villa, 1349-ben Nova villa, 1372-ben v. Wyfalw (Ub II. 374), 1468-ban Newndorff, 1501-ben Nayendorff (Scheiner 101), 1733-ban Nou, 1760–1762 között Szász-Ujfalu, 1808-ban Újfalu (Szász-), Neudorf, Noe, 1861-ben Szász-Ujfalu, Noul, 1888-ban Szász-Újfalu (Neudorf, Noul-Sasesc), 1913-ban Szászújfalu.
1332-ben neve szerepelt a pápai tizedjegyzékben is. János nevű papja 4 évre 44 régi banálist fizetett.
Középkori katolikus lakossága a reformáció idején lutheránus lett a templommal együtt.
A trianoni békeszerződés előtt Szeben vármegye Nagyszebeni járásához tartozott.
1910-ben 1152 lakosából 8 magyar, 415 német, 591 román, 138 cigány volt. Ebből 706 görögkatolikus, 417 evangélikus, 22 román volt.

## Nevezetességek
- Evangélikus temploma - Szent Péter és Pál tiszteletére szentelték fel. Stílusa alapján 13. században épülhetett. Eredeti formáit szinte változatlanul megőrizte: négyzetes szentélye, félkörrel záruló apszisa van, a mellékhajói keresztboltozatosak és a főhajóba félköríves árkádok nyílnak.

Tornya a nagydisznódihoz hasonló, alatta a félköríves kapu befalazva maradt meg. A torony nyugati falán levő késő román kori féldombormű egy püspököt ábrázol, a másikon oroszlán, amint emberforma alakot nyel le; a gonosz lelket szemlélteti.
A szentély külső falán, a gyámköveken kőből faragott állati és emberi alakok láthatók. A templomot a 15. században erődítették és gótikus stílusban építették át. Főhajójának csillagboltozata 1500 körül készül égetett téglából. Szentségfülkéje töredékes. Keresztelőmedencéje is középkori.
A templomot egyszerű kőfal veszi körül, melynek védőbástyáiból csak egy, míg falaiból is csak részletek maradtak fenn.